# Kogenheim
 Kogenheim (en alsacià Koiene) és un municipi francès, situat a la regió del Gran Est, al departament del Baix Rin. L'any 2006 tenia 1.100 habitants.
Forma part del cantó d'Erstein, del districte de Sélestat-Erstein i de la Comunitat de comunes del cantó d'Erstein.

## Demografia
| 1962  | 1968  | 1975 | 1982 | 1990 | 1999 |
| ----- | ----- | ---- | ---- | ---- | ---- |
| 1.033 | 1.064 | 936  | 932  | 867  | 842  |

## Administració
| Període   | Identitat        | Partit |
| --------- | ---------------- | ------ |
| 2001-2008 | Gaston Schmitt   |        |
| 2008-2020 | Francine Froment |        |